# 西経70度線
西経70度線（せいけい70どせん）は、本初子午線面から西へ70度の角度を成す経線である。北極点から北極海、北アメリカ、大西洋、カリブ海、南アメリカ、太平洋、南極海、南極大陸を通過して南極点までを結ぶ。西経70度線は、東経110度線と共に大円を形成する。

## 通過する地域一覧
西経70度線は、北極点から南極点まで南に向かって以下の場所を通っている。
| 地理座標                                             | 国土・領土・領海   | 備考 |
| ---------------------------------------------------- | ------------------ | --- |
| 北緯90度0分 西経70度0分 / 北緯90.000度 西経70.000度  | 北極海             | |
| 北緯83度7分 西経70度0分 / 北緯83.117度 西経70.000度  | カナダ             | ヌナブト準州 – エルズミーア島 |
| 北緯80度14分 西経70度0分 / 北緯80.233度 西経70.000度 | ネアズ海峡         | |
| 北緯78度47分 西経70度0分 / 北緯78.783度 西経70.000度 | グリーンランド     | 本土、ソンダース島（英語版）、ウォルステンホルム島（英語版） |
| 北緯76度24分 西経70度0分 / 北緯76.400度 西経70.000度 | バフィン湾         | |
| 北緯70度51分 西経70度0分 / 北緯70.850度 西経70.000度 | カナダ             | ヌナブト準州 – バフィン島 |
| 北緯62度45分 西経70度0分 / 北緯62.750度 西経70.000度 | ハドソン海峡       | |
| 北緯62度34分 西経70度0分 / 北緯62.567度 西経70.000度 | カナダ             | ヌナブト準州 – ハイブラフ島（英語版） |
| 北緯62度33分 西経70度0分 / 北緯62.550度 西経70.000度 | ハドソン海峡       | |
| 北緯61度1分 西経70度0分 / 北緯61.017度 西経70.000度  | カナダ             | ヌナブト準州 – ダイアナ島（英語版） |
| 北緯60度57分 西経70度0分 / 北緯60.950度 西経70.000度 | ダイアナ湾         | |
| 北緯60度50分 西経70度0分 / 北緯60.833度 西経70.000度 | カナダ             | ケベック州 |
| 北緯47度42分 西経70度0分 / 北緯47.700度 西経70.000度 | セントローレンス川 | |
| 北緯47度30分 西経70度0分 / 北緯47.500度 西経70.000度 | カナダ             | ケベック州 |
| 北緯46度40分 西経70度0分 / 北緯46.667度 西経70.000度 | アメリカ合衆国     | メーン州 |
| 北緯43度43分 西経70度0分 / 北緯43.717度 西経70.000度 | 大西洋             | メーン湾（英語版） |
| 北緯41度58分 西経70度0分 / 北緯41.967度 西経70.000度 | アメリカ合衆国     | マサチューセッツ州 – ケープコッド、モノモイ島（英語版） |
| 北緯41度33分 西経70度0分 / 北緯41.550度 西経70.000度 | 大西洋             | ナンタケット海峡（英語版） |
| 北緯41度19分 西経70度0分 / 北緯41.317度 西経70.000度 | アメリカ合衆国     | マサチューセッツ州 – ナンタケット島 |
| 北緯41度14分 西経70度0分 / 北緯41.233度 西経70.000度 | 大西洋             | |
| 北緯19度41分 西経70度0分 / 北緯19.683度 西経70.000度 | ドミニカ共和国     | イスパニョーラ島 – サントドミンゴ（北緯18度29分 西経69度54分 / 北緯18.483度 西経69.900度）の西を通過                                                             |
| 北緯18度25分 西経70度0分 / 北緯18.417度 西経70.000度 | カリブ海           | |
| 北緯12度35分 西経70度0分 / 北緯12.583度 西経70.000度 | アルバ             | |
| 北緯12度28分 西経70度0分 / 北緯12.467度 西経70.000度 | カリブ海           | |
| 北緯12度11分 西経70度0分 / 北緯12.183度 西経70.000度 | ベネズエラ         | |
| 北緯6度53分 西経70度0分 / 北緯6.883度 西経70.000度   | コロンビア         | |
| 北緯0度34分 西経70度0分 / 北緯0.567度 西経70.000度   | ブラジル           | アマゾナス州 |
| 南緯0度12分 西経70度0分 / 南緯0.200度 西経70.000度   | コロンビア         | |
| 南緯4度10分 西経70度0分 / 南緯4.167度 西経70.000度   | ペルー             | ロレート県 – 約16km |
| 南緯4度19分 西経70度0分 / 南緯4.317度 西経70.000度   | ブラジル           | アマゾナス州 アクレ州（南緯8度20分 西経70度0分 / 南緯8.333度 西経70.000度から）                                                                                  |
| 南緯10度58分 西経70度0分 / 南緯10.967度 西経70.000度 | ペルー             | マードレ・デ・ディオス県 プーノ県（南緯13度9分 西経70度0分 / 南緯13.150度 西経70.000度から） タクナ県（南緯17度7分 西経70度0分 / 南緯17.117度 西経70.000度から） |
| 南緯18度16分 西経70度0分 / 南緯18.267度 西経70.000度 | チリ               | |
| 南緯29度19分 西経70度0分 / 南緯29.317度 西経70.000度 | アルゼンチン       | 約8km |
| 南緯29度24分 西経70度0分 / 南緯29.400度 西経70.000度 | チリ               | |
| 南緯30度23分 西経70度0分 / 南緯30.383度 西経70.000度 | アルゼンチン       | |
| 南緯32度52分 西経70度0分 / 南緯32.867度 西経70.000度 | チリ               | 約8km |
| 南緯32度56分 西経70度0分 / 南緯32.933度 西経70.000度 | アルゼンチン       | |
| 南緯33度16分 西経70度0分 / 南緯33.267度 西経70.000度 | チリ               | |
| 南緯34度17分 西経70度0分 / 南緯34.283度 西経70.000度 | アルゼンチン       | |
| 南緯52度0分 西経70度0分 / 南緯52.000度 西経70.000度  | チリ               | |
| 南緯52度33分 西経70度0分 / 南緯52.550度 西経70.000度 | マゼラン海峡       | |
| 南緯52度50分 西経70度0分 / 南緯52.833度 西経70.000度 | チリ               | フエゴ島、トンプソン島（英語版）、ウォーターマン島（英語版）、ホステ島（英語版）                                                                                 |
| 南緯55度22分 西経70度0分 / 南緯55.367度 西経70.000度 | 太平洋             | |
| 南緯60度0分 西経70度0分 / 南緯60.000度 西経70.000度  | 南極海             | |
| 南緯69度17分 西経70度0分 / 南緯69.283度 西経70.000度 | 南極大陸           | アレクサンダー島、本土 – アルゼンチン（アルゼンチン領南極）と チリ（チリ領南極）と イギリス (イギリス領南極地域)が領有権を主張                                   |